# Pseudopilolabus sumptuosus
Pseudopilolabus sumptuosus is een keversoort uit de familie bladrolkevers (Attelabidae). De wetenschappelijke naam van de soort werd in 1834 gepubliceerd door Hippolyte Louis Gory.